# ブラック・カウンタックLP500S
ブラック・カウンタックLP500S(競技用スペシャル)は田宮模型（現・タミヤ）が競技用スペシャル（Competition Special）シリーズの第一作目として1978年9月に販売を開始した1/12スケールの電動ラジオコントロールカーである。

## 概要
イタリアのエキゾチックカーメーカーであるランボルギーニ社のトップモデル、カウンタックLP500Sをモデル化したものである。黒いボディーに特徴的な白いラインは、カスタム車である「カウンタックLP500R」に施されたものをベースとしている。1978年6月に先行して発売されたノーマルモデルに比べて「競技用スペシャル」として次の点が変更されている。
- 1.5mm厚ジュラルミン製シャーシ
- ダイキャスト製フロントアーム(キャスター角付)
- フロントタイヤ:サンドイッチタイヤ(スポンジタイヤのセンター部に輪ゴム状のゴム製トレッドを嵌めこんだ特殊タイヤ）
- リアタイヤ：40mmスポンジタイヤ
- フロントホイールと後輪軸受け部分にボールベアリングを使用。
- スピードコントローラー:巻線式前進後進無段変速スイッチ
- モーター:マブチモーター製「RS-540S」(ノーマルは「RS-380S」)

それまでスケール感を重視していたタミヤのラジオコントロールカーにあって、外観を損なうスポンジタイヤを採用したり、モーターを大型化するなど競技用として大幅な強化がされていた。同社のオンロードモデルとしては「RS-540S」モーターを標準装備した最初のモデルである。ボディは当時主流の精密プラスチック製を採用していた。
姉妹車として、「セリカLBターボ（競技用スペシャル）」がある。車体構成は本車と同一で、カウンタックと同じく精密プラスチック製のセリカLBターボ・ボディが付属していた。こちらは1978年11月に販売が開始され、当時の定価は￥12,000であった。

## 主要諸元
- スケール：1/12
- 全長：355mm
- 全幅：175mm
- 全高：93mm
- シャーシ：1.5mm厚ジュラルミン製フレーム
- メカプレート：ジュラルミン製センターピボット式
- フロントアーム：キャスター角付きダイキャスト製フロントアーム
- フロントタイヤ：サンドイッチタイヤ
- リアタイヤ：スポンジタイヤ
- 駆動方式：2WD、後輪駆動
- モーター：マブチモーター製RS-540S標準装備
- ディファレンシャルギア：2ベベル式強化ナイロン樹脂製ディファレンシャルギア
- 搭載バッテリー（別売り）：田宮の6V、7.2V（ラクダ）
- ボディ：精密プラスチック製カウンタックボディ[1]
- 販売価格：￥12,000（当時）